# 鳞果虫实
鳞果虫实（学名：Corispermum lepidocarpum）是苋科虫实属的植物，为中国的特有植物。分布于中国大陆的西藏等地，生长于海拔3,160米至3,200米的地区，多生长于江沿岸之沙滩上，目前尚未由人工引种栽培。

## 异名
- Corispermum lepidocarpum Grub. var. kokonoricum R. F. Huang